# Reinhard Wenskus
Reinhard Wenskus (Comune distrettuale di Šilutė, 10 marzo 1916 – Gottinga, 5 luglio 2002) è stato uno storico tedesco.
Iniziò i suoi studi universitari a Marburgo nel 1949. Si abilitò nel 1959, con la sua opera principale, Stammesbildung und Verfassung, pubblicata nel 1961. Nel 1963 divenne professore ordinario di Storia medievale presso l'Università di Gottinga, dove rimase fino al 1981, anno del pensionamento. 
| Controllo di autorità | VIAF (EN) 808834 · ISNI (EN) 0000 0001 1736 3658 · BAV 495/271228 · LCCN (EN) n85046868 · GND (DE) 11881222X · BNF (FR) cb12059755v (data) · J9U (EN, HE) 987007271901905171 |